# Vlag van Port Vila

Vlag van Port Vila

De vlag van Port Vila heeft een witte achtergrond met het schild van het stadsbestuur. Aan de mastzijde bevindt zich een rode streep met vijf kleine en grote witte sterren. De vlag is in gebruik sinds 20 juli 2020.

## Vorige vlag

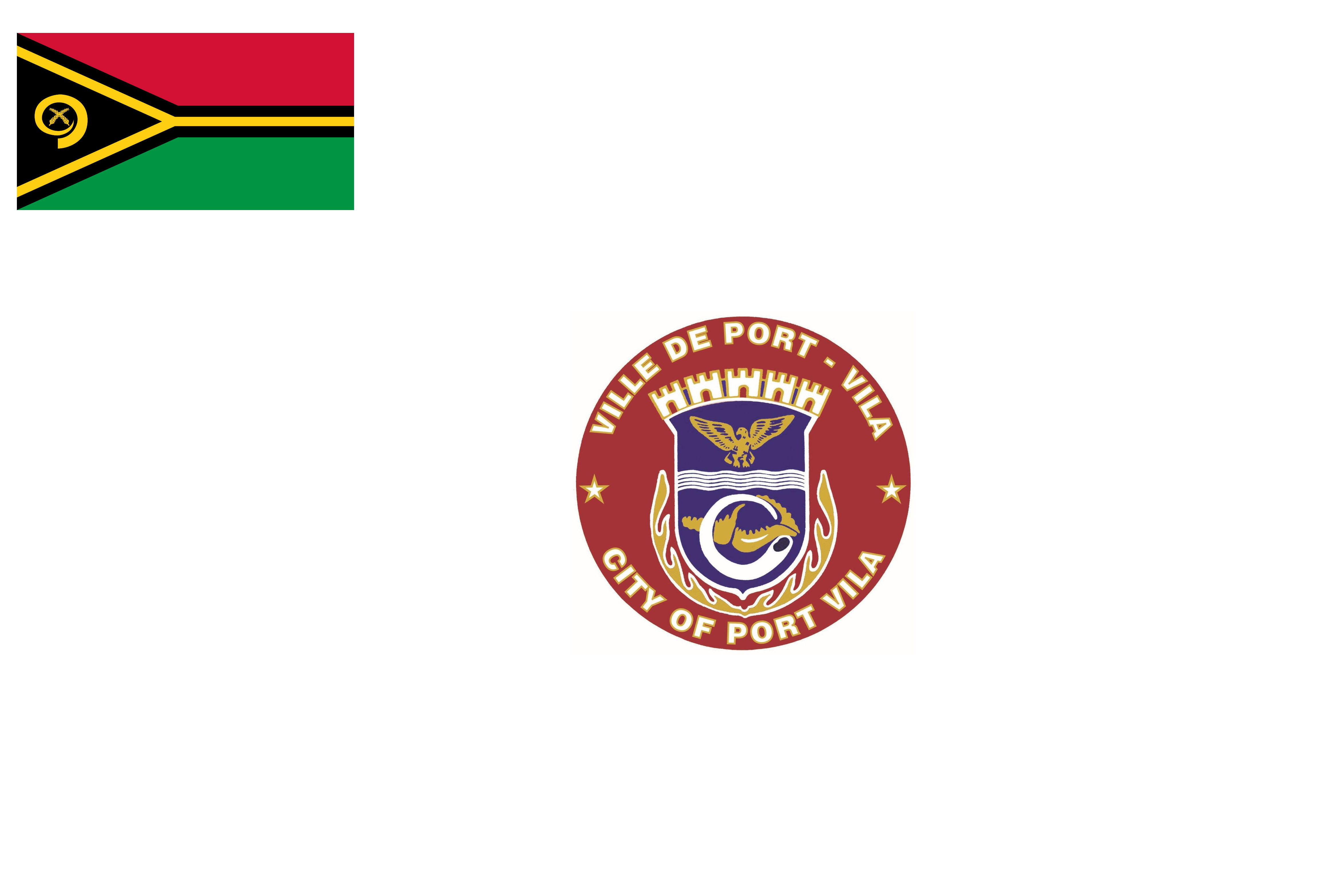
Vlag van Port Vila

De vorige vlag bestaat uit een wit veld met in het midden de zegel van Port Vila, dat de naam van de stad in het Engels en het Frans bevat. In de linkerbovenhoek staat een bijna vierkante versie van de vlag van Vanuatu, om de band tussen Vanuatu en zijn hoofdstad te symboliseren.